# Arç (Puèi Domat)
Ars-les-Favets és un municipi francès situat al departament del Puèi Domat i a la regió d'Alvèrnia-Roine-Alps. L'any 2007 tenia 236 habitants.

## Demografia

### Població
El 2007 la població de fet d'Ars-les-Favets era de 236 persones. Hi havia 92 famílies de les quals 24 eren unipersonals (12 homes vivint sols i 12 dones vivint soles), 32 parelles sense fills i 36 parelles amb fills.
La població ha evolucionat segons el següent gràfic:
Habitants censats

### Habitatges
El 2007 hi havia 135 habitatges, 95 eren l'habitatge principal de la família, 36 eren segones residències i 4 estaven desocupats. 132 eren cases i 3 eren apartaments. Dels 95 habitatges principals, 74 estaven ocupats pels seus propietaris, 15 estaven llogats i ocupats pels llogaters i 6 estaven cedits a títol gratuït; 5 tenien dues cambres, 19 en tenien tres, 27 en tenien quatre i 44 en tenien cinc o més. 61 habitatges disposaven pel capbaix d'una plaça de pàrquing. A 38 habitatges hi havia un automòbil i a 49 n'hi havia dos o més.

### Piràmide de població
La piràmide de població per edats i sexe el 2009 era:
| Homes | Edats   | Dones |
| ----- | ------- | ----- |
| 0     | 95 o +  | 0     |
| 0     | 90 a 94 | 4     |
| 0     | 85 a 89 | 8     |
| 0     | 80 a 84 | 0     |
| 0     | 75 a 79 | 4     |
| 12    | 70 a 74 | 8     |
| 0     | 65 a 69 | 8     |
| 20    | 60 a 64 | 24    |
| 0     | 55 a 59 | 4     |
| 8     | 50 a 54 | 0     |
| 0     | 45 a 49 | 8     |
| 12    | 40 a 44 | 0     |
| 16    | 35 a 39 | 16    |
| 0     | 30 a 34 | 0     |
| 0     | 25 a 29 | 4     |
| 0     | 20 a 24 | 4     |
| 4     | 15 a 19 | 0     |
| 12    | 10 a 14 | 4     |
| 0     | 5 a 9   | 4     |
| 0     | 0 a 4   | 0     |

## Economia
El 2007 la població en edat de treballar era de 132 persones, 101 eren actives i 31 eren inactives. De les 101 persones actives 90 estaven ocupades (60 homes i 30 dones) i 11 estaven aturades (5 homes i 6 dones). De les 31 persones inactives 6 estaven jubilades, 11 estaven estudiant i 14 estaven classificades com a «altres inactius».

### Ingressos
El 2009 a Ars-les-Favets hi havia 93 unitats fiscals que integraven 217 persones, la mediana anual d'ingressos fiscals per persona era de 16.458 €.

### Activitats econòmiques
Dels 4 establiments que hi havia el 2007, 2 eren d'empreses de construcció, 1 d'una empresa d'hostatgeria i restauració i 1 d'una empresa classificada com a «altres activitats de serveis».
L'únic servei als particulars que hi havia el 2009 era un guixaire pintor.
L'any 2000 a Ars-les-Favets hi havia 22 explotacions agrícoles que ocupaven un total de 1.530 hectàrees.

## Poblacions més properes
El següent diagrama mostra les poblacions més properes.